# Зрењанинске ватре
Зрењанинске ватре. Зрењанин у рату и револуцији је књига Ђорђа Момчиловића из 1987. године која говори о догађајима у Петровграду у време Другог светског рата. Посвећена 50-годишњици доласка Јосипа Броза Тита на чело Савеза комуниста Југославије, она је настала као резултат вишегодишњег истраживачког рада неколицине сарадника, на основу архивске грађе коју је прикупио одговорни уредник монографије и бивши управник Историјског архива Зрењанин Милан Ђуканов. Осим у зрењанинском, грађа је прикупљана и у Архиву Војводине, Архиву Југославије, Архиву Војноисторијског института, као и у Војвођанском музеју.
Издавачи су били Општински одбор Савеза удружења бораца народноослободилачког рата Зрењанин, Општина Зрењанин и Историјски архив Зрењанин. Књигу је штампала ГРО "Будућност" из Зрењанина.
На самом почетку књиге приказан је развој града са најзначајнијим догађајима од настанка насеља до 1941. године, где је посебна пажња посвећена развитку револуционарног радничког покрета и Комунистичке партије Југославије између два светска рата. Главни део књиге бави се периодом народноослободилачког рата и револуције 1941-1945. године.